# The Matrix Reloaded: The Album
Matrix Reaktywacja: Album – dwupłytowa ścieżka dźwiękowa do filmu Matrix Reaktywacja, kontynuacji filmu z 1999 roku.
Wydawnictwo w Polsce uzyskało status złotej płyty.

## Lista utworów

### CD1
1. Linkin Park - Session - 2:23
2. Marilyn Manson - This Is the New Shit - 4:19
3. Rob Zombie - Reload - 4:25
4. Rob Dougan - Furious Angels - 5:29
5. Deftones - Lucky You - 4:08
6. Team Sleep - The Passportal - 2:55
7. P.O.D. - Sleeping Awake - 3:23
8. Ünloco - Bruises - 2:36
9. Rage Against the Machine - Calm Like a Bomb - 4:58
10. Paul Oakenfold - Dread Rock - 4:39
11. Fluke - Zion - 4:33
12. Dave Matthews Band - When The World Ends (Oakenfold Remix) - 5:26

### CD2
1. Don Davis - Main Title - 1:30
2. Don Davis - Trinity Dream - 1:56
3. Juno Reactor Featuring Gocoo - Teahouse - 1:04
4. Rob Dougan - Chateau - 3:23
5. Juno Reactor/Don Davis - Mona Lisa Overdrive - 10:08
6. Juno Reactor vs. Don Davis - Burly Brawl - 5:52
7. Don Davis - Matrix Reloaded Suite - 17:34